# 世界ビックリ大賞
『世界ビックリ大賞』（せかいビックリたいしょう）は、日本テレビの『木曜スペシャル』枠で不定期に放送されていた番組である。

## 概要
愛川欽也が司会を務めていた番組で、当初は『土曜トップスペシャル』枠で「世界珍人・奇人グランプリ」と題して放送されていたが、のちに現行の番組名に改められた。
当初のタイトルが示すように、当該番組では世界各国から特異な外見を持つ人物や優れた特技を持つ人物、「世界一」と名の付く人物など、いわゆる「ビックリ人間」が登場していた。
愛川は、主に巨乳の女性を紹介する際には前振りとして「目の保養」という言葉を使っており、その女性が登場時に着用していたガウンを脱ぐ際には「OPEN SESAMI!」(開け、ゴマ!)と台詞を発していた。

## 出演
司会
- 愛川欽也
- 板東英二 - 愛川の司会代役
- 楠田枝里子 - 一時期のみ出演
- 山口智子 - 一時期のみ出演

主なゲスト
「ビックリ人間」へのアシスト役も担っていた。
- 堺正章
- 三波春夫
- 峰竜太

ナレーション
- 神谷明
- 山田康雄

## 登場したビックリ人間の一例
- 世界一の高身長人間、低身長人間
- 曲芸師 - チェーンソーを使ったジャグリングなど危険を伴うパフォーマンスがメインだった。
- 先住民族 - 先住民の出で立ちで都内を練り歩くなどのVTRも番組内で放映された。
- 世界一長い名前を持つ人
- 世界一年の差のある夫婦
- 世界一巨乳の女性 - 主に「ワールドビッグバストコンテスト」の受賞者が登場。
- 中国の雑技団
- 飛び級により低年齢で大学卒業等をした天才児
- 出産最年少記録保持者（8～11歳前後）
- 暗算天才少女 - そろばんを習っている日本人少女が登場していた。

## スタッフ
- 企画・演出・プロデューサー：梅沢勝哉
- 構成：豊村剛
- ディレクター：小杉善信、今倉一正、松崎聡男
- 制作：高橋進
- 製作著作：日本テレビ